# Барабаш, Дмитрий
Дмитрий Богданович Барабаш (укр. Дмитро Барабаш) — украинский военный и политический деятель, гетман нереестровых казаков в 1617 году.

## Биография
Данные о дате и месте рождения Дмитрия Барабаша отсутствуют.
Известен по походу казаков водным путём в Турцию в марте 1617 года, который он возглавлял. После разрушения стамбульского предместья и опустошения Кафы, Синопа и Трапезунда, под натиском турецкого войска — казаки были вынуждены отступить (что стоило Барабашу гетманской булавы). А турецкий султан Ахмед I послал войско, чтобы отомстить казакам. Крымский хан вторгся с многочисленной конницей и прошёлся по Правобережью, разорив множество сёл и местечек, уведя с собой много пленных.
Дальнейшие сведения о Барбаше отсутствуют.